# Cow Green Reservoir
Das Cow Green Reservoir ist ein Stausee in England. Die Grenze zwischen Cumbria und County Durham liegt im Stausee, der durch den Fluss Tees gebildet wird.
Der Stausee wurde zwischen 1967 und 1971 gebaut, um die Industrie in Teesside mit Wasser zu versorgen. Der Bau des Stausees war umstritten, da Naturschützer vor allem um den Lebensraum der Viola rupestris (Teesdale Violet) fürchteten. Als Reaktion wurde die Moor House-Upper Teesdale Nature Reserve geschaffen. Der Stausee liegt in der North Pennines Area of Outstanding Natural Beauty.
Während extremen Niedrigwassers im Stausee wurde 1984 eine bis dahin unbekannte Ansiedlung aus der Bronzezeit im Stausee freigelegt.
Fast unmittelbar nachdem der Tees den Stausee verlässt, fließt er über die Stromschnellen des Cauldron Snout.

## Legenden
Vor dem Bau des Stausees warnte man vor allem Kinder davor hier zu dicht an den Fluss Tees zu gehen, da im Wasser eine Nixe mit grünen Haaren und Namen Peg Powler leben soll. Die Nixe soll einen besonderen Hunger auf Kinder gehabt haben und ihre Anwesenheit wurde durch einen Peg Powler Suds genannten Schaum angezeigt.